# 小鷺田町
小鷺田町（こさぎだまち）は福岡県北九州市八幡西区の町。住居表示実施済み。郵便番号は806-0056。

## 地理
八幡西区の中央部に位置し、北に南王子町、東に幸神、南に茶売町、南から西に別所町と接する。

## 地域の特徴
町域の東端を国道200号が走る。勾配は西側に向かって緩く上っている。市営小鷺田東団地、市住宅公社小鷺田団地の他、UR小鷺田公園、福岡県職員住宅小鷺田団地などの中層集合住宅が林立している。また町内の一角を安川電機小鷺田寮が占める。

## 歴史

### 地名の由来
大字熊手の字小鷺田より。小鷺田の名は、昔この地に数千の鷺が群集していたためという。

### 沿革
- 1973年（昭和48年）6月1日 - 小鷺田町新設[6]。
- 1974年（昭和49年）4月1日 - 八幡区が八幡西区と八幡東区に分かれ、八幡区小鷺田町は八幡西区小鷺田町となる[7]。

### 町名の変遷
| 実施内容          | 実施年月日               | 実施後   | 実施前                     |
| ----------------- | ------------------------ | -------- | -------------------------- |
| 町名新設 住居表示 | 1973年（昭和48年）6月1日 | 小鷺田町 | 大字熊手，大字引野の各一部 |

## 世帯数と人口
2025年（令和7年）3月31日現在（北九州市発表）の世帯数と人口は以下の通りである。
| 町       | 世帯数  | 人口    |
| -------- | ------- | ------- |
| 小鷺田町 | 619世帯 | 1,073人 |

### 人口の変遷
国勢調査による人口の推移。
| 1995年（平成7年）  | 1,740人 | [ 9 ]  |  |
| 2000年（平成12年） | 1,815人 | [ 10 ] |  |
| 2005年（平成17年） | 1,840人 | [ 11 ] |  |
| 2010年（平成22年） | 1,694人 | [ 12 ] |  |
| 2015年（平成27年） | 1,497人 | [ 13 ] |  |
| 2020年（令和2年）  | 1,209人 | [ 14 ] |  |

### 世帯数の変遷
国勢調査による世帯数の推移。
| 1995年（平成7年）  | 768世帯 | [ 9 ]  |  |
| 2000年（平成12年） | 782世帯 | [ 10 ] |  |
| 2005年（平成17年） | 748世帯 | [ 11 ] |  |
| 2010年（平成22年） | 748世帯 | [ 12 ] |  |
| 2015年（平成27年） | 691世帯 | [ 13 ] |  |
| 2020年（令和2年）  | 632世帯 | [ 14 ] |  |

## 学区
市立小・中学校に通う場合、学区は以下の通りとなる。
| 町       | 街区 | 小学校               | 中学校               |
| -------- | ---- | -------------------- | -------------------- |
| 小鷺田町 | 全域 | 北九州市立熊西小学校 | 北九州市立引野中学校 |

## 交通

### バス
域内のバス停と系統は以下のとおりである。
| 運行事業者 | 運行事業者 | 西鉄バス北九州 | 西鉄バス北九州 | 西鉄バス北九州 | 西鉄バス北九州 | 西鉄バス北九州 |
| 系統       | 系統       | 40             | 41             | 53             | 75             | 76             |
| 停留所     | 小鷺田     | ○              | ○              | ○              | ○              | ○              |

### 道路
- 国道200号

## 施設

### 公営住宅
- 市営小鷺田東団地
- 市住宅供給公社小鷺田団地

### 公園
- 小鷺田公園
- 小鷺田南公園